# 754
754 (DCCLIV) je bilo navadno leto, ki se je po julijanskem koledarju začelo na torek.

## Dogodki
- Ikonoklastični spor: čaščenje ikon obsodi ikonoklastična sinoda v Carigradu.